# Urencriterium
Het urencriterium is een bepaling uit de Nederlandse Wet inkomstenbelasting 2001 waaraan moet worden voldaan om als ondernemer aanspraak te maken op de ondernemersaftrek (sinds 2010 is het niet meer vereist voor de mkb-winstvrijstelling). Onder het urencriterium wordt verstaan: het gedurende het kalenderjaar besteden van ten minste 1.225 uren aan werkzaamheden voor een of meer ondernemingen waaruit de belastingplichtige als ondernemer winst geniet.
De aard van de werkzaamheid dient zakelijk te zijn om het mee te mogen tellen voor het urencriterium. Zaken zoals woon-werk verkeer, het lezen van vakliteratuur, bijhouden van de boekhouding en het doen van zakelijke inkopen mogen allen meegerekend worden voor het urencriterium.
Het aantal gestelde uren is een minimaal aantal en niet deelbaar. Is iemand dus ondernemer van juli dan mag deze dus niet de helft van de uren tellen en dan bijvoorbeeld de helft van de aftrekpost nemen. Men mag dus niet de 1.225 uren herrekenen naar de periode dat iemand ondernemer is. 
Hiernaast moet minimaal 50 percent van de totale arbeidstijd besteed worden aan deze ondernemingen. Dit laatste is niet nodig als de ondernemer in een van de vijf voorafgaande jaren geen ondernemer was.
Werkzaamheden die in een samenwerkingsverband (bijvoorbeeld in de vorm van een maatschap of firma) komen niet in aanmerking als dit samenwerkingsverband is aangegaan met een of meer verbonden personen en als deze werkzaamheden hoofdzakelijk van ondersteunende aard zijn. Ook als degene met wie een samenwerkingsverband is aangegaan winst uit onderneming geniet maar deze persoon zelf niet, wordt tevens niet voldaan aan het urencriterium.
Als de werkzaamheden worden onderbroken worden door zwangerschap worden deze tijdens die periode niet geacht te zijn onderbroken. Dit houdt in dat bij het bepalen van het aantal gewerkte uren ervan uitgegaan wordt dat tijdens de zwangerschap en het zwangerschapsverlof aan de onderneming is gewerkt. Om na te gaan hoeveel uren de ondernemer aan ondernemingen heeft besteed wordt gekeken naar het aantal uren buiten de zwangerschap en het zwangerschapsverlof. Als iemand bijvoorbeeld voor de zwangerschap per week veertig uren aan een onderneming besteedt wordt er voor het aantal uren van uitgegaan dat tijdens de zwangerschap en het zwangerschapsverlof ook veertig uren aan die onderneming is besteed.
In de politiek staat het minimum aan uren voor het verkrijgen van aftrekposten onder druk. Sommige partijen zijn van mening dat een ondernemer die zijn uren onvoldoende kwijt kan aan opdrachten daar vaak al voldoende nadelen aan heeft en niet fiscaal hoeft te worden gestraft. Tijdens de financiële crisis is het tijdelijk ook niet gehandhaafd. Plannen om het in 2010 af te schaffen hebben het echter destijds niet gehaald.